# Shehan Karunatilaka
Shehan Karunatilaka (n. 1975, Galle⁠(d), Southern Province⁠(d), Sri Lanka) este un scriitor din Sri Lanka.

## Biografie
Shehan Karunatilaka a studiat în Noua Zeelandă la Universitatea Massey. A lucrat ca copywriter. Este căsătorit și are copii.
În 2020 a câștigat Premiul Scriitorilor Commonwealth, Premiul DSC pentru Literatură din Asia de Sud și Premiul Gratiaen pentru romanul său Chinaman: The Legend of Pradeep Mathew. În 2022 The Seven Moons of Maali Almeida a fost distins cu Booker Prize.
Pe lângă romane, Karunatilaka a scris cântece rock, scenarii și jurnale de călătorie.

## Opere
- Chinaman: The Legend of Pradeep Mathew, 2010
- Plecase Don't Put That In Tour Mouth, 2019
- Chats with the Dead, 2020
- The Seven Moons of Maali Almeida, 2022

### Traduceri în limba română
- Cele șapte luni ale lui Maali Almeida, Bookzone, București, traducător Andrei Covaciu, 2023, ISBN 978-630-305-095-9